# Spirama simplicior
Spirama simplicior är en fjärilsart som beskrevs av Butler 1881. Spirama simplicior ingår i släktet Spirama och familjen nattflyn. Inga underarter finns listade i Catalogue of Life.